# 陈伟明 (致公党)
陈伟明（1957年—），汉族，中华人民共和国政治人物、第十一届全国政协委员。
加入中国致公党，担任致公党中央委员、广东省委副主委、暨南大学文学院院长。2008年，当选第十一届全国政协委员，代表中国致公党，分入第十一组。